# Émile-Marie Bodinier
Pour les articles homonymes, voir Bodinier.
Émile-Marie Bodinier, né à Vaiges (France) le 21 février 1842, mort dans sa résidence de Kouy-Yang (Chine), le 2 février 1901, est un prêtre catholique missionnaire et botaniste français du XIXe siècle.

## Biographie
Il partit en 1849 pour Sablé-sur-Sarthe, commune où ses parents allaient tenir l'hôtel de Notre-Dame. Il quitta en 1862 le séminaire du Mans pour celui des Missions étrangères. Il est ordonné prêtre le 17 décembre 1864, et part pour les missions étrangères. Il se rend l'année suivante à Kouy-Tchéou où il travailla pendant trente-cinq années et eut la charge de provicaire apostolique. En 1880, le père Boisseau écrivait de lui « qu'il avait dû armer ses chrétiens pour repousser les attaques des Pavillons noirs ». Il est envoyé auprès du ministre plénipotentiaire à Pékin où il reste quelque temps.
Le lieutenant de Vaulserre le rencontre en 1899, et publie dans Le Tour du monde (1901), le récit d'un voyage effectué en 1899 pour attirer le commerce du Kouy-Tchéou vers le Tonkin, et le bon accueil et les utiles renseignements qu'il reçut des missionnaires et spécialement du Père Bodinier. Le P. Bodinier est également reconnu comme botaniste.
Très grand collecteur, il a légué son herbier à l'Académie internationale de géographie botanique, herbier ayant conduit à la détermination de nombreuses plantes d'Asie,. Parmi le grand nombre de spécimens ainsi fournis - plus de 3 000 rien que pour le Kouy-Tchéou. Tous les spécimens qu'il envoie au Muséum d'histoire naturelle à Paris sont étudiés par Adrien Franchet et certains par Gustave Bonati.
188 espèces lui ont été dédiées, parmi lesquelles :
- Callicarpa bodinieri H.Lév.
- Carex bodinieri Franch.

### Source partielle
« Émile-Marie Bodinier », dans Alphonse-Victor Angot et Ferdinand Gaugain, Dictionnaire historique, topographique et biographique de la Mayenne, Laval, A. Goupil, 1900-1910 [détail des éditions] (BNF 34106789, présentation en ligne)